# Jonny Williams
Jonathan Peter "Jonny" Williams (Kent, 9 de outubro de 1993) é um futebolista galês que atua como meio-campo. Atualmente defende o Swindon Town.